# Alfajarín
Alfajarín (Alfacharín em aragonês) é um município da Espanha na província de Saragoça, comunidade autónoma de Aragão. Tem 137,82 km² de área e em 2021 tinha 2 374 habitantes (densidade: 17,2 hab./km²).

## Demografia
| Variação demográfica do município entre 1991 e 2004 | Variação demográfica do município entre 1991 e 2004 | Variação demográfica do município entre 1991 e 2004 | Variação demográfica do município entre 1991 e 2004 |
| --------------------------------------------------- | --------------------------------------------------- | --------------------------------------------------- | --------------------------------------------------- |
| 1991                                                | 1996                                                | 2001                                                | 2004                                                |
| 1458                                                | 1450                                                | 1548                                                | 1742                                                |